# Андерсон, Кори
Ко́ри А́ндерсон (англ. Corey Anderson; род. 22 сентября 1989, Рокфорд) — американский боец смешанного стиля, представитель полутяжёлой весовой категории. Выступает на профессиональном уровне начиная с 2013 года, известен прежде всего по участию в турнирах бойцовской организаций UFC, победитель 19 сезона бойцовского реалити-шоу The Ultimate Fighter. Дейст

## Биография
Кори Андерсон родился 22 сентября 1989 года в городе Рокфорд штата Иллинойс. Во время учёбы в старшей школе серьёзно занимался борьбой, позже состоял в борцовских командах Линкольнского колледжа, Ньюберри-колледжа и Университета Висконсина в Уайтуотере. Выступал в третьем дивизионе Национальной ассоциации студенческого спорта, имел статус всеамериканского спортсмена. Окончив Университет, получил учёную степень в области бизнес-администрирования.
Изначально не планировал становиться бойцом ММА, но после знакомства с Беном Аскреном и попадания в зал Дюка Руфуса, всё же решил попробовать. Практиковал бразильское джиу-джитсу, получив пурпурный пояс из рук известного мастера Рикарду Алмейды.

### Начало профессиональной карьеры
Дебютировал в смешанных единоборствах на профессиональном уровне в марте 2013 года, выиграв у своего соперника техническим нокаутом в первом же раунде. Затем одержал в небольших американских промоушенах ещё две победы — в полутяжёлой и тяжёлой весовых категориях.

### The Ultimate Fighter
Как боец полутяжёлого веса в 2014 году стал участником 19 сезона популярного бойцовского реалити-шоу The Ultimate Fighter. Во время отборочного этапа единогласным решением судей выиграл у Келли Анундсона и под первым номером был выбран в команду Фрэнки Эдгара.
На стадиях четвертьфиналов и полуфиналов благополучно прошёл Джоша Кларка и Патрика Уолша соответственно. На финальном турнире в Лас-Вегасе за 61 секунду финишировал Мэтта ван Бюрена — это было самое быстрое окончание финального боя TUF за всю историю реалити-шоу.

### Ultimate Fighting Championship
Благодаря успешному выступлению в шоу TUF Андерсон получил возможность подписать контракт с крупнейшей бойцовской организацией мира Ultimate Fighting Championship и в том же 2014 году успел провести здесь бой против непобеждённого новичка Джастина Джонса — в итоге выиграл у него единогласным судейским решением.
В апреле 2015 года вышел в октагон против Джана Вилланте, но проиграл ему техническим нокаутом в концовке третьего раунда, потерпев тем самым первое поражение в профессиональной карьере. Несмотря на проигрыш, заработал бонус за лучший бой вечера, кроме того, их противостояние с Вилланте было признано лучшим боем месяца по версии портала MMAjunkie.com.
В сентябре и ноябре 2015 года по очкам выиграл у Яна Блаховича и Фабио Мальдонадо соответственно.
В 2016 году единогласным решением выиграл у Тома Лоулора, раздельным решением уступил Маурисиу Руа, техническим нокаутом взял верх над Шоном О’Коннеллом .
18 марта 2017 на турнире UFC Fight Night: Manuwa vs. Anderson состоялся бой Андерсона против Джими Манувы. Уже в первом раунде боя Манува боковым ударом в голову с левой руки отправил Кори Андерсона в глубокий нокаут.
Оправившись от тяжелого поражения, 4 ноября 2017 на турнире UFC 217 Андерсон встретился с Овинсом Сен-Прё. В третьем раунде боя Овинс Сен-Прё пробил тяжелый удар ногой в голову Кори Андерсона, тем самым повторно отправив того в глубокий нокаут. Это стало вторым последовательным поражением нокаутом для Кори Андерсона.
С апреля 2018 г. по ноябрь 2019 г. последовала победная серия Кори Андерсона из 4 побед к ряду над Патриком Камминзом, Гловером Тейшейрой, Илиром Латифи и Джонни Уокером.
15 февраля 2020 на турнире UFC Fight Night: Anderson vs. Błachowicz 2 Андерсон встретился с Яном Блаховичем в их втором по счету бою, в результате которого Андерсон пережил еще один глубокий нокаут — Блахович пробил боковой удар с правой руки в челюсть Андерсону и добил его обездвиженное тело еще одним ударом в челюсть на земле. Таким образом, Блахович реваншировал свое поражение Андерсону в их предыдущем бою и прервал его победную серию. Это было четвертое поражение нокаутом для Кори Андерсона за всю карьеру.

## Статистика ММА
| Боёв 25  | Побед 19 | Поражений 6 |
| -------- | -------- | ----------- |
| Нокаутом | 9        | 4           |
| Решением | 10       | 2           |

| Результат    | Рекорд   | Соперник               | Способ                       | Турнир                                     | Дата            | Раунд | Время | Место                      | Примечание                                                                  |
| ------------ | -------- | ---------------------- | ---------------------------- | ------------------------------------------ | --------------- | ----- | ----- | -------------------------- | --------------------------------------------------------------------------- |
| Победа       | 19–6 (1) | Денис Гольцов          | TKO (удары)                  | PFL Champions Series 2                     | 19 июля 2025    | 2     | 3:28  | Кейптаун, Южная Африка     | Бой в тяжёлом весе                                                          |
| Победа       | 18–6 (1) | Карл Мур               | Единогласное решение         | Bellator Champions Series 1                | 22 марта 2024   | 5     | 5:00  | Белфаст, Северная Ирландия | Завоевал вакантный титул чемпиона Bellator в полутяжёлом весе               |
| Победа       | 17-6     | Фил Дэвис              | Раздельное решение           | Bellator 297                               | 16 июня 2023    | 3     | 3:00  | Чикаго, США                |                                                                             |
| Поражение    | 16-6 (1) | Вадим Немков           | Единогласное решение         | Bellator 288                               | 18 ноября 2022  | 5     | 5:00  | Чикаго, США                | Бой за титул чемпиона Bellator в полутяжёлом весе. Финал Гран-При Bellator. |
| Не состоялся | 16-5 (1) | Вадим Немков           | Столкновение головами        | Bellator 277                               | 15 апреля 2022  | 3     | 4:55  | Сан-Хосе, США              | Бой за титул чемпиона Bellator в полутяжёлом весе. Финал Гран-При Bellator. |
| Победа       | 16-5     | Райан Бейдер           | Техническим нокаутом (удары) | Bellator 268: Немков - Энгликас            | 16 октября 2021 | 1     | 0:51  | Аризона, США               | Полуфинал Гран-при мира Bellator в полутяжелом весе                         |
| Победа       | 15-5     | Довлетджан Ягшимурадов | TKO (удары руками и локтями) | Bellator 257: Немков - Дэвис 2             | 16 апреля 2021  | 3     | 2:15  | Анкасвилл, США             | Четвертьфинал Гран-при мира Bellator в полутяжелом весе                     |
| Победа       | 14-5     | Мелвин Манхуф          | TKO (удары руками)           | Bellator 251                               | 5 ноября 2020   | 2     | 2:34  | Анкасвилл, США             |                                                                             |
| Поражение    | 13-5     | Ян Блахович            | KO (удар рукой)              | UFC Fight Night: Anderson vs. Błachowicz 2 | 15 февраля 2020 | 1     | 3:08  | Рио-Ранчо, США             |                                                                             |
| Победа       | 13-4     | Джонни Уокер           | TKO (удары руками)           | UFC 244                                    | 2 ноября 2019   | 1     | 2:07  | Нью-Йорк, США              | «Выступление вечера» (1)                                                    |
| Победа       | 12-4     | Илир Латифи            | Единогласное решение         | UFC 232                                    | 29 декабря 2018 | 3     | 5:00  | Инглвуд, США               |                                                                             |
| Победа       | 11-4     | Гловер Тейшейра        | Единогласное решение         | UFC Fight Night: Shogun vs. Smith          | 22 июля 2018    | 3     | 5:00  | Гамбург, Германия          |                                                                             |
| Победа       | 10-4     | Патрик Камминз         | Единогласное решение         | UFC Fight Night: Barboza vs. Lee           | 21 апреля 2018  | 3     | 5:00  | Атлантик-Сити, США         |                                                                             |
| Поражение    | 9-4      | Овинс Сен-Прё          | KO (ногой в голову)          | UFC 217                                    | 4 ноября 2017   | 3     | 1:25  | Нью-Йорк, США              |                                                                             |
| Поражение    | 9-3      | Джими Манува           | KO (удар рукой)              | UFC Fight Night: Manuwa vs. Anderson       | 18 марта 2017   | 1     | 3:05  | Лондон, Англия             |                                                                             |
| Победа       | 9-2      | Шон О’Коннелл          | TKO (удары руками)           | UFC Fight Night: Lewis vs. Abdurakhimov    | 9 декабря 2016  | 2     | 2:36  | Олбани, США                |                                                                             |
| Поражение    | 8-2      | Маурисиу Руа           | Раздельное решение           | UFC 198                                    | 14 мая 2016     | 3     | 5:00  | Куритиба, Бразилия         |                                                                             |
| Победа       | 8-1      | Том Лоулор             | Единогласное решение         | UFC 196                                    | 5 марта 2016    | 3     | 5:00  | Лас-Вегас, США             |                                                                             |
| Победа       | 7-1      | Фабио Мальдонадо       | Единогласное решение         | UFC Fight Night: Belfort vs. Henderson 3   | 7 ноября 2015   | 3     | 5:00  | Сан-Паулу, Бразилия        |                                                                             |
| Победа       | 6-1      | Ян Блахович            | Единогласное решение         | UFC 191                                    | 5 сентября 2015 | 3     | 5:00  | Лас-Вегас, США             |                                                                             |
| Поражение    | 5-1      | Джан Вилланте          | TKO (удары руками)           | UFC on Fox: Machida vs. Rockhold           | 18 апреля 2015  | 3     | 4:18  | Ньюарк, США                | «Лучший бой вечера» (1)                                                     |
| Победа       | 5-0      | Джастин Джонс          | Единогласное решение         | UFC 181                                    | 6 декабря 2014  | 3     | 5:00  | Лас-Вегас, США             |                                                                             |
| Победа       | 4-0      | Мэтт ван Бюрен         | TKO (удары руками)           | The Ultimate Fighter 19 Finale             | 6 июля 2014     | 1     | 1:01  | Лас-Вегас, США             | Выиграл The Ultimate Fighter 19 в полутяжёлом весе.                         |
| Победа       | 3-0      | Стивен Фланаган        | TKO (удары руками)           | MMA Xtreme: Fists Will Fly                 | 24 августа 2013 | 1     | 3:03  | Эвансвилл, США             | Дебют в тяжёлом весе.                                                       |
| Победа       | 2-0      | Майрон Деннис          | Единогласное решение         | XFC: Vengeance                             | 28 июля 2013    | 5     | 5:00  | Грант, США                 |                                                                             |
| Победа       | 1-0      | Джей Эр Брионс         | TKO (удары руками)           | NAFC: Battleground                         | 29 марта 2013   | 1     | 3:01  | Милуоки, США               | Дебют в полутяжёлом весе.                                                   |